# Dicranella planinervia
Dicranella planinervia là một loài Rêu trong họ Dicranaceae. Loài này được (Taylor) A. Jaeger mô tả khoa học đầu tiên năm 1872.